# Rossella Galbiati
Rossella Galbiati (ur. 11 października 1958 w Mediolanie) – włoska kolarka torowa i szosowa, brązowa medalistka torowych mistrzostw świata.

## Kariera
Największy sukces w karierze Rossella Galbiati osiągnęła w 1984 roku, kiedy zdobyła brązowy medal w indywidualnym wyścigu na dochodzenie podczas mistrzostw świata w Barcelonie. W zawodach tych uległa jedynie Amerykance Rebece Twigg i Francuzce Jeannie Longo. Ponadto w 1978 roku Galbiati została mistrzynią kraju w szosowym wyścigu ze startu wspólnego. Nigdy nie startowała na igrzyskach olimpijskich.